# Manuel Vicent Recatalà
Manuel Vicent Recatalà (la Vilavella, Plana Baixa, 1936) és un escriptor i articulista valencià en castellà. Com a periodista, ha col·laborat en el diari Madrid i a les revistes Triunfo i Hermano Lobo. Actualment escriu en el periòdic El País. Les seves novel·les Tramvia a la Malva-rosa i Son de mar han tingut adaptacions cinematogràfiques de notable èxit. Ha publicat diverses novel·les i recopilacions d'articles, i ha estat també galerista d'art.

## Premis
- 1966: Premi Alfaguara de Novel·la, per Pascua y naranjas
- 1979: Finalista Premi Nadal, per El anarquista coronado de adelfas
- 1980: González Ruano, per No pongas tus sucias manos sobre Mozart[1]
- 1987: Premi Nadal, per La balada de Caín
- 1994: Francisco Cerecedo de Periodisme, creat per l'Associació de Periodistes Europeus
- 1999: Premi Alfaguara de Novel·la, per Son de mar
- 2008: Medalla d'Or per la Universidad de Almería[2]
- 2009: Doctor Honoris Causa per la Universitat Jaume I de Castelló[3]
- 2010: Medalla d'Or del Círculo de Bellas Artes de Madrid[4]
- 2014: Premi de les Lletres Valencianes de la Generalitat Valenciana[5]
- 2014: Doctor Honoris Causa per la Universidad de La Plata[6]
- 2019: Premi del Club Internacional de Prensa per la seua defensa dels valors humans[7]
- 2021: Premi de Cultura Valenciana dels Premis Lletraferit.

## Obres
- Pascua y naranjas (1966).
- Balada de Caín.
- Contra paraíso.
- No pongas tus sucias manos sobre Mozart.
- A favor del placer.
- Crónicas urbanas.
- Del café Gijón a Ítaca.
- Tranvía a la Malvarrosa (1996).
- Jardín de Villa Valeria (1996).
- Por la ruta de la memoria, llibre de viatges.
- Borja Borgia, los mejores relatos (1997), teatre.
- Las horas paganas (1998), recopilació d'articles.
- Son de mar (1999)
- Otros días, otros juegos (2002).
- Espectros (2000), articles periodístics.
- Cuerpos Sucesivos (2003)
- Verás el Cielo Abierto (2005).
- León de ojos verdes (2008).[8]
- Póquer de ases (2009).
- Aguirre, el magnífico (2011).
- Mitologías (2012).
- El azar de la mujer rubia (2013).
- Desfile de ciervos (2015).
- Ava en la noche (2020).
- Retrato de una mujer moderna (2022).